# Herb Williams (basket-ball)
Pour les articles homonymes, voir Herb Williams et Williams.
Herbert L. « Herb » Williams, né le 16 février 1958 à Columbus dans l'Ohio, est un joueur et entraîneur américain de basket-ball. Il évoluait aux postes d'ailier fort et de pivot.

## Pour approfondir
- Liste des joueurs en NBA ayant joué plus de 1 000 matchs en carrière.
- Liste des meilleurs contreurs en NBA en carrière.